# Minibús intergalàctic
Minibús Intergalàctic és un grup de rock originari de Girona, Catalunya, format per cinc amics que es van conèixer a la ciutat. La seva música combina elements de rock'n'roll, sons dels anys 60 i una dosi d'humor, passió i psicodèlia. Les seves lletres, honestes i íntimes, reflecteixen una escena i una generació emergent.

## Història
El grup va debutar l'any 2022 amb un EP homònim enregistrat amb el segell Cases de la Música.
Durant l'estiu del mateix any, van gravar una sessió en directe titulada "la KEXPliques session" a Romanyà, sota la producció de Milo Ramellini.
El 2024, van publicar l'àlbum "Meditacions des dels Miratges Mercúrics", que inclou temes com "Romanço de fill de vídua" i "Drama Nacional".

## Estil i influències
Minibús Intergalàctic es caracteritza per una fusió de rock alternatiu, garage rock i rock psicodèlic. Les seves influències inclouen sons dels anys 60, amb lletres que aborden temes contemporanis amb un enfocament líric i reflexiu.

## Reconeixement i actuacions
El grup ha anat guanyant popularitat a l'escena musical catalana, acumulant més de 900 oients mensuals a plataformes com Spotify.
Han actuat en diversos esdeveniments i sales de concerts, destacant la seva presència a la Sala Upload de Barcelona l'1 de febrer de 2025.

## Discografia
- EPs:
  - Minibús Intergalàctic (2022)
- Àlbums:
  - Meditacions des dels Miratges Mercúrics (2024)
- Singles:
  - "Drama Nacional" (2024)
  - "La nit més bonica" (2023)